# Devínska Kobyla
Devínska Kobyla este o arie protejată (arie specială de conservare — SAC, sit de importanță comunitară — SCI) din Slovacia întinsă pe o suprafață de 643,04 ha, integral pe uscat.

## Localizare
Centrul sitului Devínska Kobyla este situat la coordonatele 48°11′27″N 16°59′47″E / 48.190751°N 16.99631°E.

## Înființare
Situl Devínska Kobyla a fost declarat sit de importanță comunitară în aprilie 2004 pentru a proteja 2 specii de plante și 6 specii de animale. Situl a fost protejat și ca arie specială de conservare în martie 2004.

## Biodiversitate
Situată în ecoregiunea panonică, aria protejată conține 12 habitate naturale: Fânețe de joasă altitudine (Alopecurus pratensis, Sanguisorba officinalis), Pajiști stepice subpanonice, Pajiști uscate seminaturale și facies de acoperire cu tufișuri pe substraturi calcaroase (Festuco-Brometalia) (* situri importante pentru orhidee), Pajiști uscate seminaturale și facies de acoperire cu tufișuri pe substraturi calcaroase (Festuco-Brometalia) (* situri importante pentru orhidee), Păduri panonice cu Quercus pubescens, Păduri pe pante, grohotișuri și ravene de Tilio-Acerion, Pajiști carstice calcaroase sau bazofile, de Alysso-Sedion albi, Peșteri inaccesibile publicului, Pajiști panonice carstice (Stipo-Festucetalia pallentis), Păduri de fag Asperulo-Fagetum, Păduri panonice cu Quercus petraea și Carpinus betulus, Tufărișuri subcontinentale peripanonice.
La baza desemnării sitului se află mai multe specii protejate:
- plante (2): Himantoglossum adriaticum, sisinei (Pulsatilla grandis)
- mamifere (3): liliac cârn (Barbastella barbastellus), liliac cu urechi mari (Myotis bechsteinii), liliac comun (Myotis myotis)
- nevertebrate (3): Bolbelasmus unicornis, Euplagia quadripunctaria, Limoniscus violaceus

Pe lângă speciile protejate, pe teritoriul sitului au mai fost identificate 45 de specii de plante, 3 specii de amfibieni, 9 specii de mamifere, 1 specie de nevertebrate, 4 specii de reptile.